# Copa Master de Supercopa 1992
De Copa Master de Supercopa 1992 was de eerste editie van deze Zuid-Amerikaanse voetbalcompetitie, die enkel openstond voor winnaars van de Supercopa Sudamericana. Alle vier voormalige winnaars namen deel aan dit toernooi, dat gespeeld werd in Argentinië. De winnaar werd CA Boca Juniors uit het gastland, dat zich dankzij deze zege plaatste voor de Copa de Oro.

## Deelnemers
De volgende teams hadden in het verleden de Supercopa Sudamericana gewonnen en hadden recht op deelname aan de Copa Master de Supercopa. Aan de Supercopa Sudamericana mochten enkel ploegen meedoen die in het verleden de Copa Libertadores hadden gewonnen, dus alle deelnemers aan deze Supercopa Masters waren ook voormalig winnaars van dat toernooi.
| Deelnemer       | Titels Supercopa Sudamericana | Titels Copa Libertadores |
| --------------- | ----------------------------- | ------------------------ |
| CA Boca Juniors | 1 (1989)                      | 2 (1977 en 1978)         |
| Club Olimpia    | 1 (1990)                      | 2 (1979 en 1990)         |
| Cruzeiro EC     | 1 (1991)                      | 1 (1976)                 |
| Racing Club     | 1 (1988)                      | 1 (1967)                 |

## Toernooi-opzet
Het toernooi werd op één locatie afgewerkt: alle wedstrijden werden gespeeld in Buenos Aires. De vier deelnemende clubs speelden een knock-outtoernooi waarbij alle ontmoetingen in één duel werden beslist. De verliezers van de halve finales streden tegen elkaar om het brons. Bij een gelijke stand werd er niet verlengd, maar werden er gelijk strafschoppen genomen.
|  | Halve finale    | Halve finale |   |             | Finale                       | Finale |
|  |                 |              |   |             |                              |        |
|  |                 |              |   |             |                              |        |
|  | Boca Juniors    | 1            |   |             |                              |        |
|  | Olimpia         | 0            |   |             |                              |        |
|  |                 |              |   |             |                              |        |
|  |                 |              |   |             |                              |        |
|  |                 |              |   |             | Boca Juniors                 | 2      |
|  |                 | Cruzeiro     | 1 |             |                              |        |
|  |                 |              |   |             |                              |        |
|  |                 |              |   |             | Wedstrijd om de derde plaats |        |
|  |                 |              |   |             |                              |        |
|  | Racing Club     | 1 (1)        |   | Racing Club | 1                            |        |
|  | Cruzeiro (n.s.) | 1 (3)        |   |             | Olimpia                      | 2      |

### Halve finales
|             |                 |       |              |                                                                                 |
| 27 mei 1992 | CA Boca Juniors | 1 - 0 | Club Olimpia | Estadio José Amalfitani, Buenos Aires Scheidsrechter: Ernesto Filippi (Uruguay) |
| 27 mei 1992 | Cabañas 1'      |       |              | Estadio José Amalfitani, Buenos Aires Scheidsrechter: Ernesto Filippi (Uruguay) |

|             |                                    |                             |                                     |                                                                                   |
| 29 mei 1992 | Racing Club                        | 1 - 1                       | Cruzeiro EC                         | Estadio José Amalfitani, Buenos Aires Scheidsrechter: Enrique Marín Gallo (Chili) |
| 29 mei 1992 | Paz 40'                            | Verslag (Museo Racing Club) | 79' Charles                         | Estadio José Amalfitani, Buenos Aires Scheidsrechter: Enrique Marín Gallo (Chili) |
| 29 mei 1992 | Strafschoppen                      |                             |                                     | Estadio José Amalfitani, Buenos Aires Scheidsrechter: Enrique Marín Gallo (Chili) |
| 29 mei 1992 | Basualdo C.L. Torres Borelli Núñez | 1 – 3                       | Paulo Roberto Paulão Charles Nonato | Estadio José Amalfitani, Buenos Aires Scheidsrechter: Enrique Marín Gallo (Chili) |

### Wedstrijd om de derde plaats
|             |                    |                             |                 |                                                                                   |
| 31 mei 1992 | Racing Club        | 1 - 2                       | Club Olimpia    | Estadio José Amalfitani, Buenos Aires Scheidsrechter: Salvador Imperatore (Chili) |
| 31 mei 1992 | Borelli 32' (pen.) | Verslag (Museo Racing Club) | 33', 84' Campos | Estadio José Amalfitani, Buenos Aires Scheidsrechter: Salvador Imperatore (Chili) |

### Finale
|             |                         |       |             |                                                                                                   |
| 31 mei 1992 | CA Boca Juniors         | 2 - 1 | Cruzeiro EC | Estadio José Amalfitani, Buenos Aires Toeschouwers: 21.000 Scheidsrechter: Jorge Nieves (Uruguay) |
| 31 mei 1992 | Soñora 27' Giuntini 74' |       | 37' Édson   | Estadio José Amalfitani, Buenos Aires Toeschouwers: 21.000 Scheidsrechter: Jorge Nieves (Uruguay) |

| Winnaar Copa Master de Supercopa 1992 |
| ------------------------------------- |
| CA Boca Juniors 1e titel              |